# Tøjstrup (Ryslinge Sogn)
 Der er for få eller ingen kildehenvisninger i denne artikel, hvilket er et problem. Du kan hjælpe ved at angive troværdige kilder til de påstande, som fremføres i artiklen.

 For alternative betydninger, se Tøjstrup. (Se også artikler, som begynder med Tøjstrup)
Tøjstrup el. Tøystrup er en gammel sædegård ca 2 km øst for Ringe på Fyn, som nævnes før 1372. Gården ligger i Ryslinge Sogn. Hovedbygningen er opført i 1891-93 ved I. C. Fussing og ombygget i 1917. Gårdens navn skrives i dag Tøystrup.
Tøjstrup Gods er på 214,3 hektar

## Ejere af Tøjstrup
- (1360-1372) Hagbard Jonsen
- (1372-1407) Peder Bonde
- (1407-1430) Peder Knudsen
- (1430-1523) Forskellige Ejere
- (1523-1550) Jeppe Findsen / Niels Findsen
- (1550-1581) Niels Henriksen Sandberg
- (1581-1592) Kirsten Akeleye gift Sandberg
- (1592-1616) Mikkel Nielsen Sandberg
- (1616) Magdalene Nielsdatter Sandberg gift Gaas
- (1616-1618) Oluf Gaas
- (1618-1630) Niels Olufsen Gaas
- (1630-1637) Christian Nielsen Gaas
- (1637-1638) Christian Nielsen Gaas dødsbo
- (1638-1648) Erik Kaas
- (1648-1669) Jørgen Kaas / Erik Kaas
- (1669-1677) Anne Mule gift Jacobsen
- (1677-1694) Christian Henrik Luja
- (1694-1700) Tim Banner
- (1700) Helvig Urne gift (1) Banner (2) Ulfeldt
- (1700-1708) Erik Flemming Urne
- (1708-1743) Niels Hansen Viborg
- (1743-1766) Adam Didrik von Grambow
- (1766-1768) Augusta Adamsdatter von Grambow gift von Bülow
- (1768-1790) Carl Adolf von Bülow
- (1790-1822) Adam Didrik von Bülow
- (1822-1891) August Frederik von Bülow
- (1891) Hans Anker Eegholm
- (1891-1905) Axel Jacob Peter Eegholm
- (1905-1915) P. R. Schmidt
- (1915-1920) Johannes Berntsen
- (1920-1922) P. Petersen
- (1922-1947) Poul Christian Gluud Nyboe
- (1947-1977) Niels Christian Gluud Nyboe
- (1977-2003) Poul Christian Fritz Hektzen Nyboe
- (2003-2025) Niels Ulrich Gluud Nyboe
- (2025-) Copenhagen Green Energy[1]